# Guillaume Van Bockel

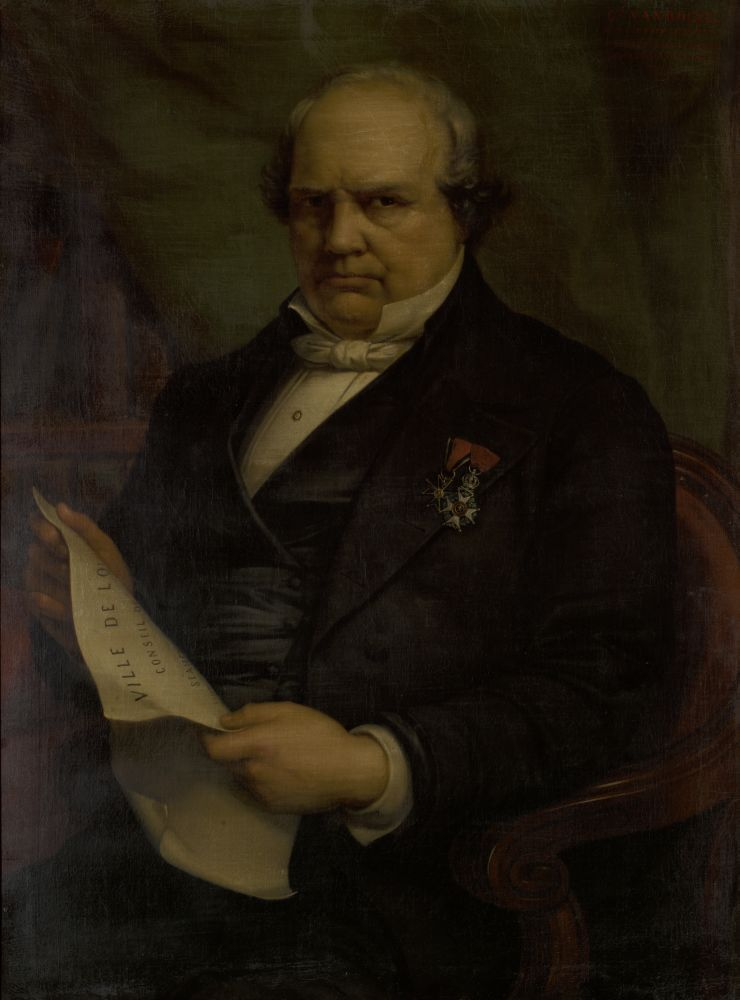
Guillaume Van Bockel

Guillaume Van Bockel (Leuven, 24 april 1789 - aldaar, 10 maart 1863) was een Belgisch volksvertegenwoordiger en burgemeester.

## Levensloop
Van Bockel was een zoon van de brouwer en jeneverstoker Jean-Baptiste Van Bockel en van Marie-Elisabeth Huyghens. Hij trouwde eerst met Marie-Cateherine Hollanders en vervolgens met Barbe Vander Maelen.
Hij promoveerde in de rechten en werd advocaat in Leuven (1815-1827) en notaris (1827-1863).
In 1830 nam hij deel aan de Belgische Revolutie en werd gemeenteraadslid en schepen van Leuven. In 1833 werd hij burgemeester, tot in 1842. Van 1836 tot 1844 was hij provincieraadslid voor de provincie Brabant.
Hij was lid van het college van curatoren van de Rijksuniversiteit Leuven en was tegelijk een jeugdvriend van kardinaal Engelbertus Sterckx. Hij zat op de goede plek om de doorslag te geven voor de vervanging van de rijksuniversiteit door de Katholieke Universiteit Leuven. Op 1 december 1835 sprak hij de openingsrede uit bij de eerste opening van de katholieke universiteit in Leuven.
In 1861 werd hij verkozen tot katholiek volksvertegenwoordiger voor het arrondissement Leuven en vervulde dit mandaat tot aan zijn dood.